# Kālīān-e Pā'īn
Kālīān-e Pā'īn (persiska: کالیان پائین, Kālīān-e Soflá) är en ort i Iran.   Den ligger i provinsen Kermanshah, i den nordvästra delen av landet, 400 km väster om huvudstaden Teheran. Kālīān-e Pā'īn ligger 1 437 meter över havet och antalet invånare är 120.
Terrängen runt Kālīān-e Pā'īn är varierad. Kālīān-e Pā'īn ligger nere i en dal. Runt Kālīān-e Pā'īn är det ganska tätbefolkat, med 179 invånare per kvadratkilometer. Närmaste större samhälle är Kālīān-e Vasaţ, 0,79 km öster om Kālīān-e Pā'īn. Trakten runt Kālīān-e Pā'īn består i huvudsak av gräsmarker.